# Curah Kalong
Curah Kalong is een bestuurslaag in het regentschap Jember van de provincie Oost-Java, Indonesië. Curah Kalong telt 15.102 inwoners (volkstelling 2010).